# سد أكوسومبو
سد أكوسومبو (بالإنجليزية: Akosombo Dam)‏، ويعرف أيضا باسم سد فولتا، هو سد لإنتاج الطاقة الكهرمائية في جنوب شرق غانا بمدينة أكوسومبو. تشييد السد غمر جزءا من حوض نهر فولتا؛ مسببا تكوين بحيرة فولتا، أكبر خزان مائي من حيث المساحة في العالم، والثالث من حيث الحجم.
أُنشئ السد بهدف توفير الطاقة الكهرمائية لمصانع الألومنيوم في غانا.

## التاريخ
وضعت خطة لتطوير حوض نهر فولتا بواسطة حكومة مستعمرة شاطىء الذهب البريطانية في 1949، لكن تم توجيه الخطة في النهاية لبناء ميناء شرق الساحل الغاني. طرحت الفكرة مرة أخرى في 1953 بعد تكوين حكومة كوامي نكروما ضمن خطة شاملة لإنشاء سد ومحطة طاقة وتجهيز مناجم البوكسيت وإنشاء مصانع لإنتاج الألومنيوم، لكن تكلفة ذلك كانت عالية جدا؛ مما اضطر الحكومة لطلب المساعدة الخارجية. وبعد عدة مفاوضات مع عدة شركات وزيارات خارجية لرئيس الوزراء، وكّلت الحكومة شركة أمريكية لإعادة تقييم المشروع، وقامت الشركة بالفعل ببعض التعديلات والإضافات على المشروع، كان من ضمنها أن اختارت منطقة أكوسومبو لبناء السد، وقد أسهمت هذه التعديلات في خفض التكلفة الكلية للخطة من 230 مليون إلى 130 مليون £. وقامت شركة فولتا للألومنيوم (فالكو) الأمريكية بإقراض الحكومة لتمويل المشروع مقابل منحها عددا من الامتيازات من ضمنها خفض تكاليف الكهرباء على مصنع الشركة.
في عام 1961، قام البرلمان الغاني بتمرير قانون تطوير نهر فولتا، والذي بموجبه أنشئت سلطة نهر فولتا التابعة الحكومة والمسؤولة عن تطوير منطقة نهر فولتا بما فيها السد والمشاريع الأخرى الملحقة به، وبدأ تنفيذ المشروع بواسطة شركة إمبريليو الإيطالية المتعاقدة مع الحكومة. واستمر تنفيذ السد من هذا العام حتى انتهى في 1965، حيث أنهت الشركة الإيطالية السد قبل شهر من الوقت المحدد رغم تعطل العمل لمدة تزيد عن 3 أشهر في 1960 بسبب فيضان نهر فولتا. مولت حكومة غانا نصف قيمة المشروع، فيما تولى النصف الآخر كل من البنك الدولي للإنشاء والتعمير وبنك الولايات المتحدة للتصدير والاستيراد وحكومة بريطانيا مع مساعدات من الولايات المتحدة.
في 1989، تم البدء في تنفيذ مشروع إصلاح محطة توليد سد أكوسومبو، ورغم التقدم في تنفيذه إلا أنه قد تم تعليقه في 1993 لمزيد من الأبحاث، ثم استؤنف في 1999 واستكمل في 2006. كان الناتج النهائي للإصلاحات زيادة الإنتاج الكهربائي للسد من 912 ميجاواط (1,223,000 حصان) إلى 1,020 ميجاواط (1,370,000 حصان).
في مطلع 2007، ظهرت مخاوف بشأن الكهرباء المنتجة من السد بسبب انخفاض منسوب خزان بحيرة فولتا. وقد أرجع البعض ذلك إلى الجفاف نتيجة الاحتباس الحراري. لكن الكثير من هذه المخاوف قد زال في أغسطس من نفس العام بعد هطول أمطار غزيرة في منطقة حوض نهر فولتا مسببة فيضان النهر في مقاطعة بونغو. في 2010، تم تسجيل أعلى مستوى للماء عند السد، مما استوجب فتح بوابات ضبط التدفق لتصريف المياه من البحيرة.

## التصميم
السد ترابي ذو حشوة ضخرية، يبلغ طوله 660 م (2,170 قدم) وارتفاعه 114 م (374 قدم)، ويبلغ عرضه عند القاعدة 366 م (1,201 قدم)، وحجمه الإنشائي 7,900,000 م3 (10,300,000 ياردة3). بحيرة فولتا هي الخزان المائي للسد، ويبلغ حجمها 148 كـم3 (120,000,000 acre·ft) ومساحة سطحها 8,502 كـم2 (3,283 ميل2) وطولها 400 كـم (250 ميل). أعلى مستوى للبحيرة كان 84.73 م (278.0 قدم)، في حين كان أدنى مستوى 73.15 م (240.0 قدم).

### محطة طاقة أكوسومبو
محطة طاقة سد أكوسومبو بها 6 عنفات 170-ميجاواط (230,000 حصان) من نوع فرنسيس. كل عنفة مزودة بالماء بواسطة أنبوب ضغط بطول 112–116-متر (367–381 قدم) وقطر 7.2-متر (24 قدم) بارتفاع هيدروليكي يبلغ بحد أقصى 68.8 م (226 قدم).

## التأثيرات

### التاثير الاقتصادي
كان من ضمن المميزات التي ترتبت على بناء السد: النقل المائي، وزيادة الصيد في البحيرة، وزيادة الزراعة بالري، والأهم من ذلك توليد الطاقة الكهربية، التي تلبي الاحتياجات الأساسية لغانا وأيضا يتم تصديرها لبنين وتوغو وساحل العاج.

### التأثير على التوزيع الحيوي
بناء السد أدى إلى نقص منسوب مياه النهر في جنوب البلاد؛ مما تسبب في تكون الحشائش المائية وتحديدا الشمبلان، الذي كان يتسبب في إعاقة النقل المائي ونقص المحصول الزراعي، بالإضافة إلى زيادة كثافة الحلزونات المائية، ونقص كثافة الأحياء المائية، وهو ما أدى إلى تراجع الصيد النهري.

### التأثير الاجتماعي
ظهرت التأثيرات السلبية للسد على الإنسان من الناحية البيئية والاجتماعية منذ أيام بناء السد، حيث إن عمليات البناء أدت إلى تهجير 80 ألف شخص، وهو ما عرضهم أيضا لمشاكل أخرى كالفقر والأمراض. وقد فشلت خطط إعادة توطين المهجرين، مما اضطرهم إلى اللجوء إلى البلدان المجاورة مثل ساحل العاج، وترتب على ذلك انتشار فيروس العوز المناعي البشري بينهم. ولحد الآن مازال الكان الذين يقطنون بالقرب من السد على ضفاف النهر يعانون من الفقر المدقع، انتشار الأمراض وخصوصا تلك المنقولة جنسيا، وأيضا ميلهم إلى النزوح إلى البلاد المجاورة.

### الأمراض
انتشار الحشائش المائية أدى إلى انتشار الحلزونات والبعوض التي تنقل الأمراض المائية مثل البلهارسيا وكلابية الذنب، بالإضافة إلى الملاريا ومرض النوم.

### مواجهة التأثيرات السلبية
أطلقت جامعة غانا في 1963 مشروع أبحاث حوض فولتا؛ لمواجهة التأثيرات البيئية والاجتماعية السلبية لبناء السد. نفذ المشروع عددا من الوسائل لذلك، حيث قام بمكافحة الكائنات المسببة للأمراض عن طريق العلاج الكيميائي ومكافحة الكائنات المضيفة، كما قام أيضا بمكافحة الحشائش النباتية وإزالتها. أيضا قامت بإنشاء مزارع سمكية في النهر في محاولة لإعادة كثافة الأحياء المائية بها، بالإضافة إلى نشر برامج التوعية الصحية للسكان، وتوفير الفحوص الطبية للسكان. كانت هذه البرامج مفيدة، فقد أعلن مسئولو المشروع في 2008 عن اختفاء البلهارسيا بشكل كبير من المنطقة نتيجة أنشطة المشروع.